# Euknemezaur
Euknenezaur (Eucnemesaurus) – dinozaur z grupy zauropodomorfów.
Dinozaur ten został nazwany ze względu na budowę kości piszczelowej – Eucnemesaurus znaczy "jaszczur z prawdziwą kością piszczelową" (gr. eu – "dobry, prawdziwy" + gr. kneme – "kość piszczelowa, kończyna dolna" + gr. sauros – "jaszczurka"). Odnaleziony materiał to kręgi, część kości łonowej, kość udowa i dwa piszczele.

## Pożywienie
rośliny

## Występowanie
Zamieszkiwał południową Afrykę w późnym triasie (karnik/noryk).

## Odkrycie
Odkryto jedynie pojedyncze kości, odnalezione w Południowej Afryce.
Pierwsze skamieniałości przypisywane temu rodzajowi zostały wydobyte prawdopodobnie w 1866 przez paleontologa amatora Alfreda Browna na przełęczy Barnard’s Spruit położonej w górach Stormberg (formacja Elliot). Rozsyłał on swe zdobycze do różnych muzeów, co znacznie opóźniło całościowe badania nad nimi. W końcu jednak zebranie danych wykazało, że choć większość pozostałości pochodzi od zwierząt tego samego gatunku (Euskelosaurus browni), a być może duża część z nich od pojedynczego osobnika, to zdarzają się wśród nich nieliczne skamieniałości, które nie pasują do pozostałych. Były to fragmenty obu końców kości udowej i szczęka. Ich badaniom poświęcił się von Huene, który podważył ich przynależność do Euskelozaura, tym bardziej, że szczęka należała do typowego drapieżnika.
Kolejne badania pokazały ich podobieństwo do odpowiadających im części ciała drapieżnych herrerazaurów. Zaklasyfikowano więc ich posiadacza jako należącą do tej grupy aliwalię (Aliwalia rex), odwołując się w nazwie do miasta w pobliżu miejsca znalezienia. To jednak sugerowałoby, że w triasie żyły już teropody osiągające – według wyliczeń – nawet 8 m długości. Pogląd ten był rozpowszechniany przez Galtona. Jednak wielu innych badaczy nie podzielało jego entuzjazmu.
Tymczasem w 1920 van Hoepen opisał swe znalezisko (także niekompletne, ale pozwalające na klasyfikację) jako euknemezaura. Nie łączono go jednak w żaden sposób z Aliwalią.
W końcu, w roku 2003, odnaleziono kolejne, tym razem bogatsze, pozostałości tajemniczego zwierzęcia. Wskazywały one jednoznacznie na przynależność do zauropodomorfów, bardzo przypominały skamieniałości euskelozaura. Co zaś do drapieżnej szczęki, musiała się ona znaleźć wśród reszty skamieniałości przypadkiem i należeć do jakiegoś innego niespokrewnionego z dinozaurami gada.

## Systematyka
Dinozaur ten, długo łączony w jeden rodzaj z euskelozaurem, został w końcu uznany za tożsamy z rodzajem Aliwalia i zaliczono do rodziny riojazaurów nowo wydzielonej spośród melanorozaurów. Aliwalia był wcześniej uznawany za mięsożercę i zaliczany do herrerazaurów. Jednak rozmiar odkopanych szczątków wskazywał, że w takim przypadku zwierzę byłoby o wiele większe od jakiegokolwiek mięsożercy tamtego okresu. Za to w przypadku prozauropodów taka wielkość nie byłaby niczym szczególnym. Co zaś do wyglądających na należące do drapieżnika szczątków, to mogły one należeć do innego zwierzęcia i znaleźć się przy resztkach euknemezaura przypadkiem.

## Gatunki
- E. fortis

### Synonimy
- Aliwalia Galton, 1985
- nieraz także: Euskelozaur